# Reserva nacional Mocho-Choshuenco
La reserva nacional Mocho Choshuenco está ubicada en la región de Los Ríos, provincia de Valdivia, comunas de Panguipulli, Futrono y Los Lagos, en Chile. Fue creada en marzo de 1994 por el Decreto Supremo n.°55 del Ministerio de Agricultura.
La unidad destaca por la protección de las especies de fauna andina: mamíferos como el puma, zorro chilla, pudú; entre las aves: águila mora y el carpintero negro. En cuanto a flora, al tratarse de bosque laurifolio valdiviano, se puede encontrar en las zonas altas a plantas inferiores y colonizadoras, tales como: musgos, líquenes, helechos, algas azules y hepáticas y en zonas un poco más bajas lengas y ñirres.

## Visitantes
Esta reserva recibe una cantidad reducida de visitantes cada año, principalmente chilenos y extranjeros en menor cantidad. La información está disponible a partir de 2012.
| Año         | 2012 | 2013 | 2014 | 2015 | 2016 | 2017 | 2018 | 2019 | 2020 | 2021 | 2022 | 2023 | 2024 |
| ----------- | ---- | ---- | ---- | ---- | ---- | ---- | ---- | ---- | ---- | ---- | ---- | ---- | ---- |
| chilenos    | 509  | 1125 | 1088 | 2167 | 3438 | 2097 | 578  | 2427 | 3717 | 5852 | 6131 | 4857 | 4359 |
| extranjeros | 19   | 73   | 37   | 63   | 141  | 77   | 15   | 60   | 59   | 0    | 71   | 175  | 279  |
| Total       | 528  | 1198 | 1125 | 2230 | 3579 | 2174 | 593  | 2487 | 3776 | 5852 | 6202 | 5032 | 4638 |